# Pionniers de la Légion étrangère
Les pionniers de la Légion étrangère de l'armée de terre française forment une unité de traditions. Ils défilent en tête des troupes lors des prises d'armes et portent la barbe, un tablier de buffle et une hache à l'épaule.
C'est la seule unité de ce type en service au sein de l'armée française.

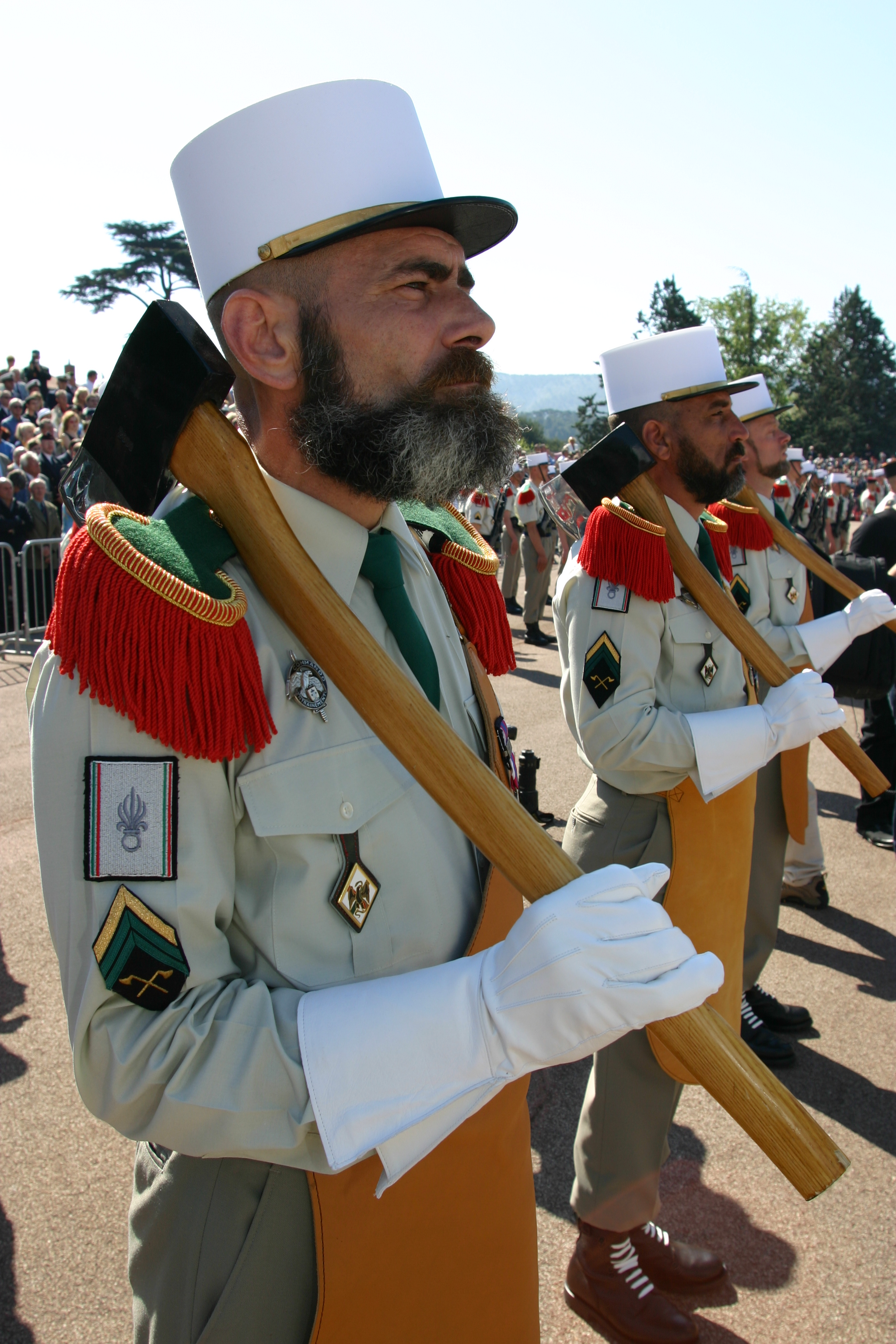
Pionnier du 1er régiment étranger

## Histoire des pionniers
Dès le début du XVIIIe siècle, des petites unités de pionniers, les « porte-haches » dans les compagnies de grenadiers, voient le jour au sein des régiments de l'armée française. Leur mission est alors de monter à l'assaut en tête des autres unités afin de détruire les éventuels obstacles dressés par l'ennemi.
Après une présence plutôt aléatoire sous la Révolution française, les pionniers réapparaissent sous le Consulat, coiffés des bonnets à poils des grenadiers mais sans la plaque métallique.
Ces unités sont dissoutes en 1818, puis recréées en 1822.
La Légion étrangère a repris, dès 1831, cette tradition qu'elle perpétue encore de nos jours.
En revanche, pour le reste de l'armée française, ces unités sont dissoutes sous la Troisième République française.

### Les pionniers de la Légion
En 1920-1921, des compagnies de sapeurs sont créées au sein des quatre régiments de légion étrangère qui opèrent alors au Maroc. Elles remplissent des fonctions de génie, notamment en termes d'infrastructure (construction de routes, de ponts, de tunnels, etc.). Ces unités ne portaient pas de hache, mais avaient néanmoins l'insigne de manche de tradition des pionniers.
Le 30 avril 1931, lors des cérémonies du centenaire de la Légion étrangère, orchestrées par le général Rollet, une section de la compagnie de sapeurs du 3e régiment étranger d'infanterie défile en tête des troupes, arborant les attributs des pionniers, reprenant les traditions de leurs anciens.
Les unités de pionniers ont été établies au rang de tradition en 1946 par le colonel Gaultier.

## Fonction
Certains régiments de Légion étrangère (1er REG, 2e REG, 4e RE, DLEM) disposent encore, ponctuellement ou en permanence, de groupes de pionniers (en général un sous-officier et neuf légionnaires), mais la section de tradition se trouve au 1er régiment étranger d'Aubagne et compte trois sous-officiers et trente-six militaires du rang.
C'est cette section qui ouvre le défilé des troupes de la Légion lors du Défilé militaire du 14 juillet sur les Champs-Élysées, à Paris. C'est aussi elle qui est employée, lors des cérémonies de commémoration de la bataille de Camerone, le 30 avril, au 1er régiment étranger pour encadrer le porteur de la main de bois du capitaine Danjou.
Si les défilés de Légion sont ouverts par cette unité, c'est pour maintenir cette tradition des sapeurs "ouvrant la route", toujours devant, à la peine, comme à l'honneur.
Par ailleurs, c'est aussi une manière d'honorer les sous-officiers puisque c'est l'un d'eux qui défile en tête de tous les éléments de la Légion étrangère.

## Tenue de tradition
Les pionniers se distinguent par leur tenue spécifique :
- hache : elle servait autrefois à briser les obstacles de bois dressés par l'ennemi. À l'origine, il en existait 6 à pics et 7 à marteaux[2] ;
- tablier de cuir : le tablier avait initialement pour fonction de protéger les sapeurs des éclats de bois et de limiter les risques d'éventration sur les obstacles en cas de chute. Il est de couleur fauve ;
- gants à crispin : ces gants blancs à manchons de protection (les crispins) servaient à protéger les mains et poignets lors des travaux d'abattage ;
- barbe : comme les pionniers montaient à l'assaut en premier, leur espérance de vie était très faible. De ce fait, ils avaient le droit, lorsqu'ils partaient au combat, de ne pas se raser et revenaient barbus lorsqu'ils survivaient. Le port de la barbe est devenu obligatoire, à la Légion étrangère, en 1844[2].
- l'insigne de manche : porté sous l'insigne de grade, sur la manche droite, il représente deux haches croisées, emblème de la fonction. Ces losanges sont de couleurs variables en fonction des grades :
  - haches d'or sur fond uni noir pour les sous-officiers ;
  - haches d'or sur fond noir liseré d'or pour les caporaux-chefs ;
  - haches vertes sur fond noir liseré de vert pour les caporaux et légionnaires.

## Illustrations

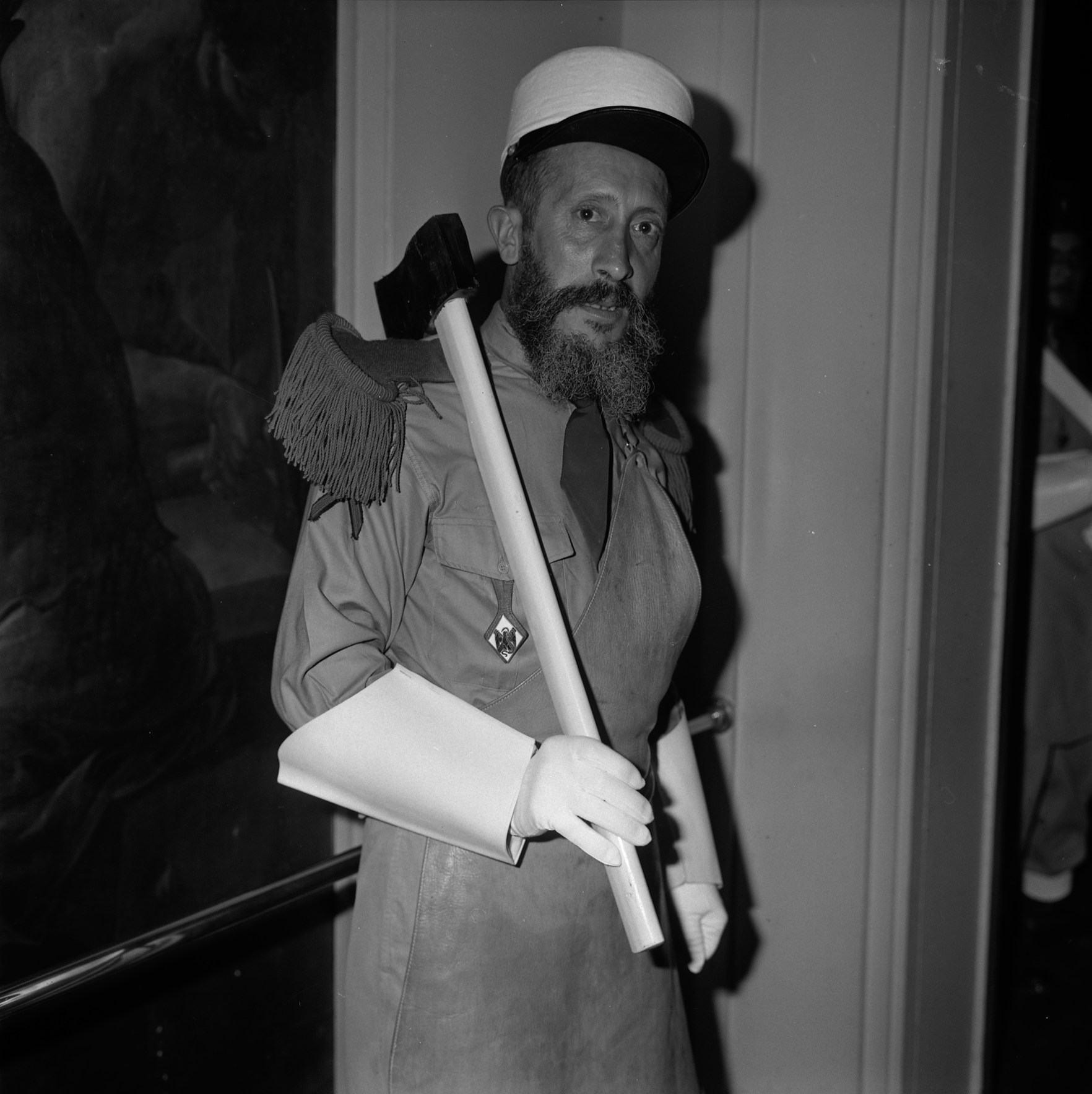
Pionnier lors d'un concert de la Légion à Toulouse en 1965
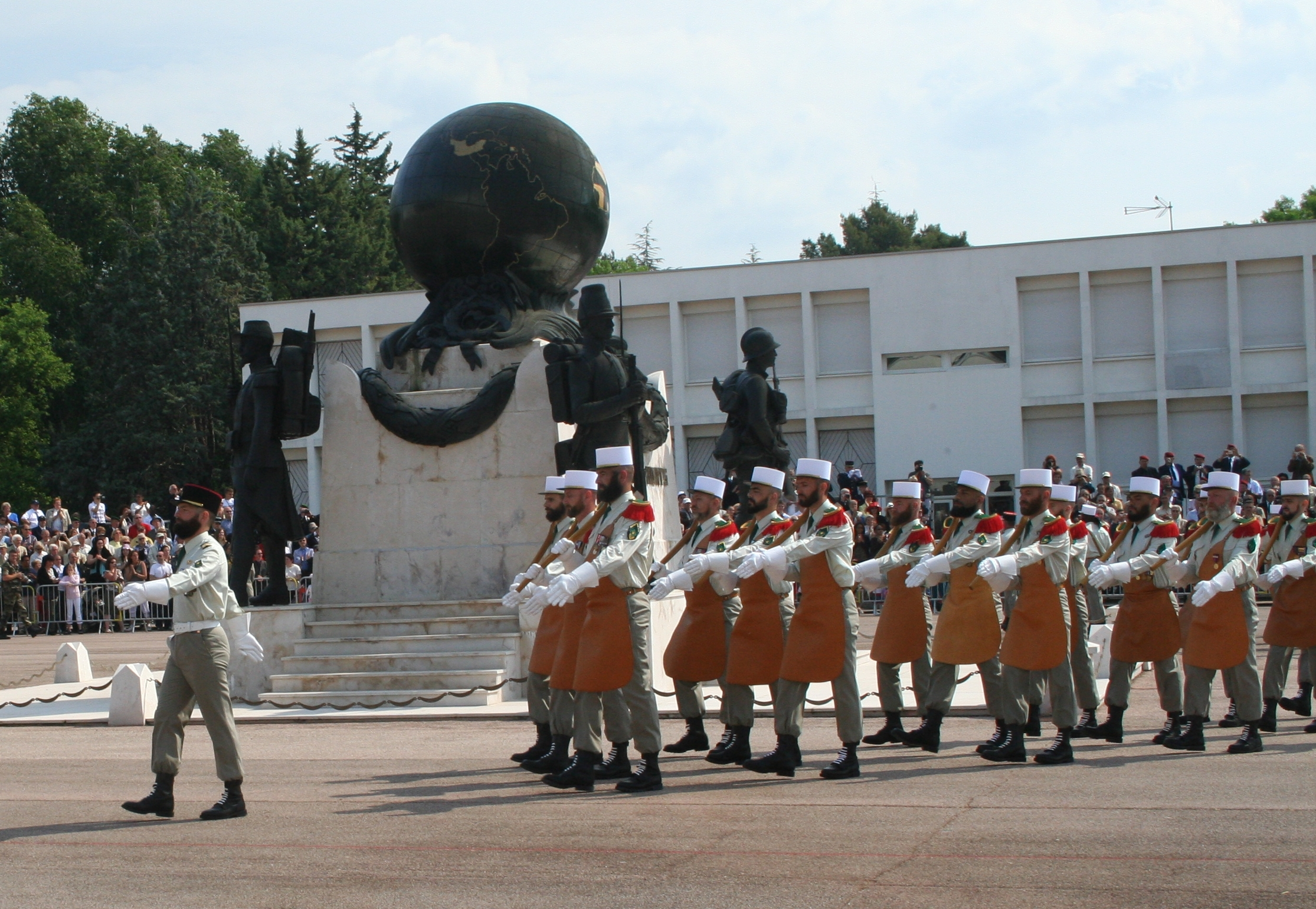
Pionniers sur la place d'armes du 1er régiment étranger lors des festivités de Camerone en 2007
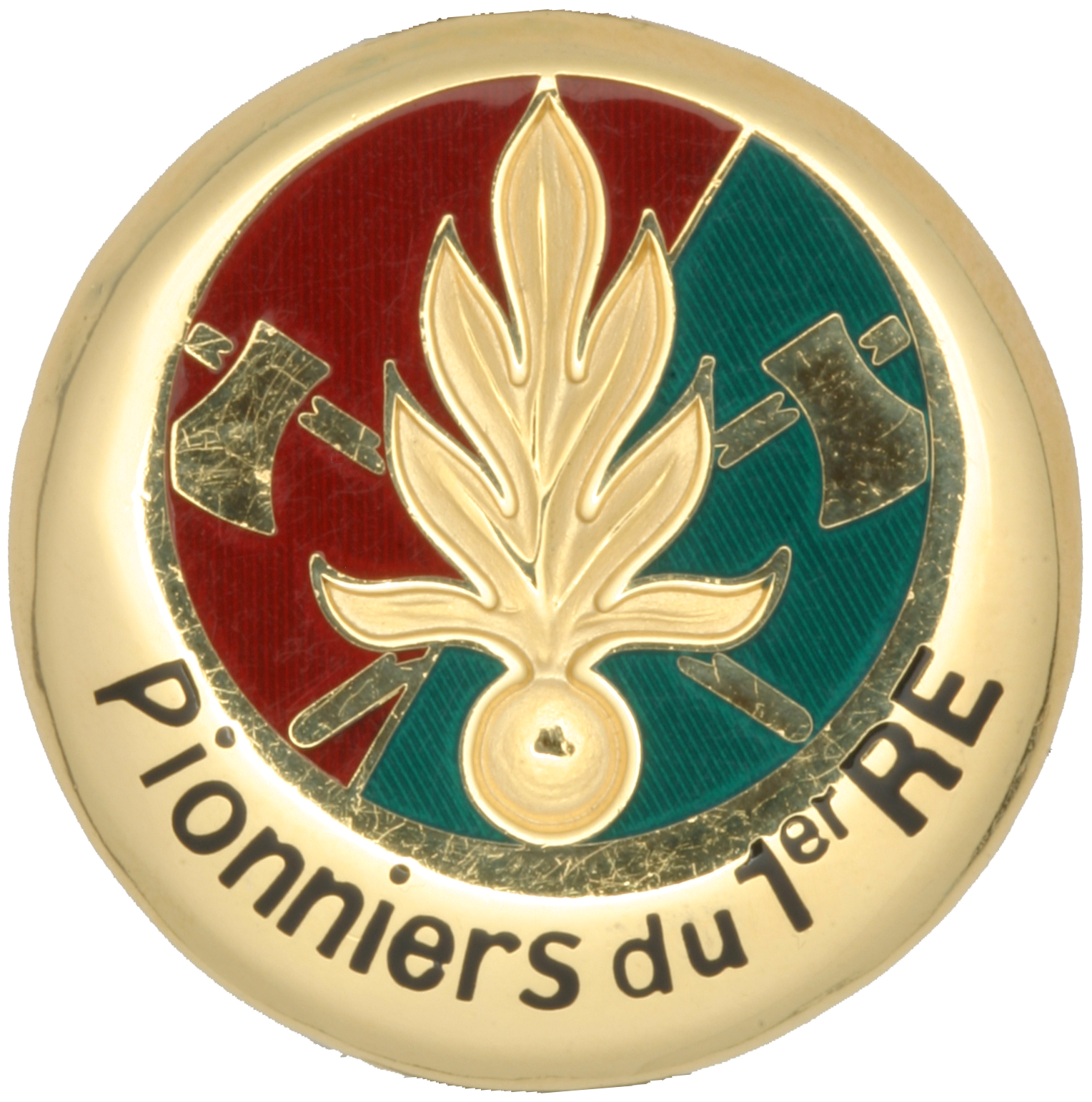
Insigne des pionniers du 1er régiment étranger
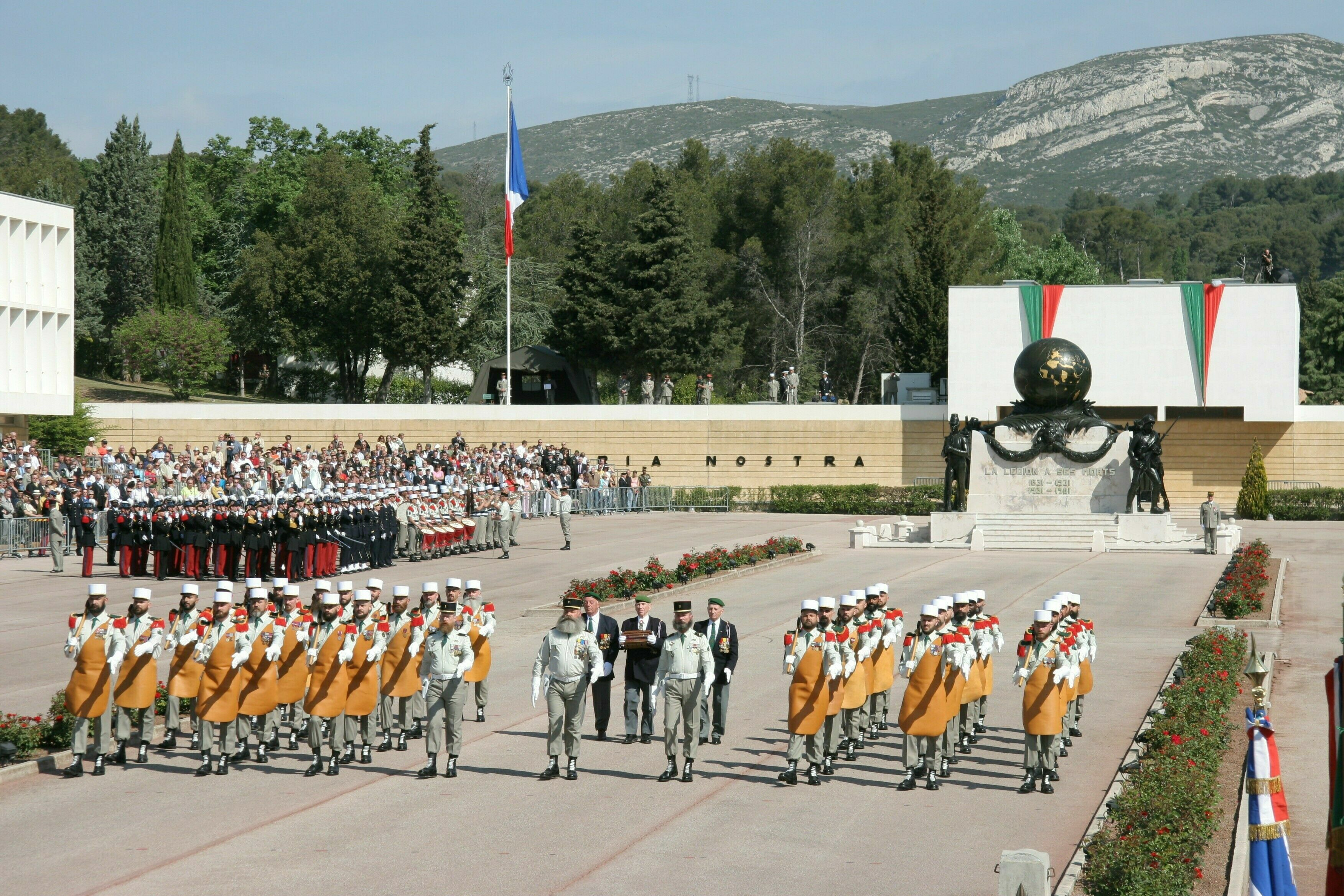
Cérémonie de Camerone en 2006